# Bromus brachystachys
Bromus brachystachys är en gräsart som beskrevs av Hornung. Bromus brachystachys ingår i släktet lostor, och familjen gräs. Inga underarter finns listade i Catalogue of Life.